# Betty Lalam
Betty Lalam (c. 1980, Uganda) é professora de Uganda e ex-sequestrada do Exército de Resistência do Senhor. Ela é diretora do Centro de Treinamento Afetado pela Guerra de Gulu.

## Início da vida e carreira
Em 1994, quando Betty Lalam tinha 14 anos, ela foi sequestrada pelo Exército de Resistência do Senhor de sua casa no antigo subcondado de Koro, localizado no distrito de Amuru, norte de Uganda.
A mãe de Betty Lalam não sobreviveu ao sequestro e está entre os que foram massacrados dentro de suas próprias casas pelos rebeldes do Exército de Resistência do Senhor (LRA), naquele mesmo dia. Seu pai foi forçado pelos rebeldes a carregar grandes panelas de carne e foi morto quando Betty se queixou de estar tão exausta por carregar tantos pesos. A partir de então, ela passou a testemunhar mais assassinatos, torturas, estupros e todo tipo de atrocidades nas mãos do LRA. Em 1995, Betty Lalam teve sua chance vitalícia de escapar do cativeiro durante um ataque do LRA ao Atiak Trading Center no distrito de Amuru. Mais tarde, ela se mudou para Kampala, capital de Uganda, para ficar com sua irmã enquanto procurava o que fazer. Betty Lalam começou a vender cerveja local, para que pudesse arrecadar dinheiro suficiente para poder pagar por um curso de treinamento vocacional em alfaiataria e design. Competências que mais tarde lhe abriram várias portas de oportunidades.
Após o curso, ela conseguiu um emprego na Gulu Support Children Organization (GUSCO), uma organização comunitária que trabalhava com a World Vision para reabilitar retornados de guerra e ex-crianças-soldados, fornecendo-lhes apoio psicológico e social. Em 2004, ela largou o emprego e iniciou uma árdua jornada de criação de vidas de mulheres e meninas que voltaram do cativeiro, e começou bem na frente de sua casa alugada com cinco meninas que treinou gratuitamente, usando uma máquina de costura. Com o tempo os números foram crescendo.
Em 2006, Betty Lalam assinou um contrato com a World Vision para treinar mais de 60 mulheres e meninas que retornaram do cativeiro. Ela usou o dinheiro ganho com o contrato da World Vision para comprar um terreno que se transformou em um lar para o Centro de Treinamento Afetado pela Guerra de Gulu.
Em 2008, o sonho de Betty Lalam se tornou realidade quando o embaixador sul-africano em Uganda, Thanduyise Henry Chiliza, se comprometeu a construir um centro de treinamento com a empresa sul-africana Eskom. Como resultado foram construídos blocos de salas de aula, dormitórios, e um laboratório de informática. Em 2010, o Centro de Treinamento Afetados pela Guerra de Gulu foi oficialmente inaugurado e desde então, segundo este Centro, formou 4.300 alunos em vários cursos profissionalizantes como mecânica, cabeleireiro, alfaiataria, restauração e gestão empresarial.

## Reconhecimento
Ela foi reconhecida como uma das 100 mulheres da BBC em 2014.